# LE-30 (Spanje)

De LE-30

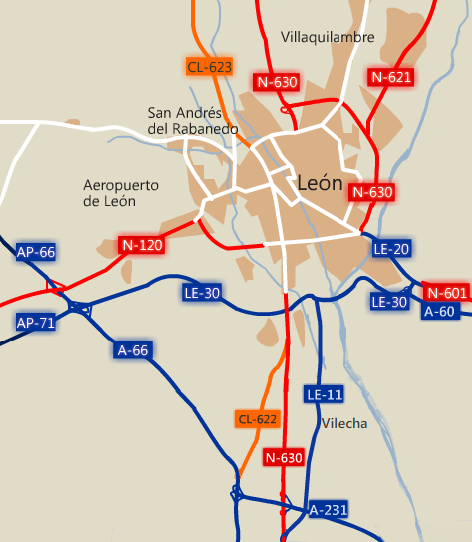
De LE-30

De LE-30 of Autovía de Circunvalación de León is een autovía in Castilië-León. De stadssnelweg is 10 kilometer lang en verbindt de AP-71 de A-66, AP-66, A-60, LE-20 en LE-11 in León met elkaar.